# Wiosna 1941
Wiosna 1941 (ang. Spring 1941, hebr. Awiw 41, אביב 41) – dramat wojenny z 2008 roku, produkcji polsko-brytyjsko-izraelskiej, w reżyserii Uriego Barbasza, według scenariusza Mottiego Lernera, na podstawie opowiadań Idy Fink.

## Produkcja
Film został wyprodukowany przez Praxis Films i Opus Film, przy dofinansowaniu Polskiego Instytutu Sztuki Filmowej, Rabinovich Fund for Arts, Recanati Foundation, Tel-Aviv Cinemateque, The Israel Film Council, Urzędu Miasta Łodzi, Urzędu Miasta Lublina, Telewizji Polskiej oraz Canal + Polska. Film ostał nagrany w językach angielskim i jidysz.
Premiera filmu odbyła się 14 października 2008 na Międzynarodowym Festiwalu Filmowym w Hajfie. 26 listopada 2008 odbyła się łódzka premiera filmu w kinie Charlie.
Zdjęcia do filmu nagrywano w okresie od 9 lipca do 20 sierpnia 2007, Sanoku, Lublinie, Łodzi (m.in. w Nowosolnej i w studiu filmowym przy ul. Łąkowej), Konstantynowie Łódzkim, gdzie kręcono sceny z mieszkania państwa Plancków oraz Borchówce, gdzie na potrzeby filmu wybudowano gospodarstwo chłopki Emilii.

## Fabuła
Film przedstawia historię wiolonczelistki Klary, granej przez Neve McIntosh i Clare Higgins, która jako jedyna z rodziny przeżyła Holokaust. W 1971 powróciła do Polski, by zagrać koncert. Po wejściu do sali koncertowej odżyły jej wspomnienia z II wojny światowej, w trakcie której Klara, wraz z mężem – Arturem (Joseph Fiennes) i córkami uciekła z domu przed Niemcami do sąsiedniej wsi, gdzie schronienia udzieliła im chłopka – Emilia (Kelly Harrison). Aryjska uroda Artura, umożliwia mu pomaganie Emilii w prowadzeniu gospodarstwa, gdy w tym samym czasie Klara musi pozostawać w ukryciu. Chłopka wymusza na Arturze romans, w zamian za dalsze ukrywanie jego rodziny.

## Obsada
- Joseph Fiennes – Artur Planck, mąż Kary
- Clare Higgins(inne języki)– Klara Planck w roku 1971
- Neve McIntosh – Klara Planck
- Kelly Harrison(inne języki) – Emilia
- Maria Pakulnis – Emilia w roku 1971
- Sinead Matthews(inne języki) – Tania, córka Klary
- Łukasz Simlat – Władek Kowalski
- Mirosław Baka – Stefan, szwagier Emilii
- Katarzyna Al Abbas – Lisa Planck, córka Klary i Artura
- Maria Lewandowska – Ewa Planck, córka Klary i Artura
- Ewa Kuryło – Agata, niania Lisy i Ewy
- Stanisław Brejdygant – doktor Pankiewicz
- Andrzej Blumenfeld – burmistrz Grol
- Andrzej Chichłowski – Kampiński
- Leszek Lichota – żołnierz niemiecki
- Michał Anioł – żołnierz niemiecki
- Tomasz Bielawiec(inne języki) – Herbert Kasiński
- Jolanta Rychłowska(inne języki) – Stefania Kasińska
- Piotr Wijatkowski – dyrygent Paweł
- Filharmonia Lubelska – orkiestra[3]